# Rörbäcksnäs kyrka
Rörbäcksnäs kyrka är en kyrkobyggnad i Rörbäcksnäs nära gränsen till Norge. Den tillhör Lima-Transtrands församling i Västerås stift.

## Kyrkobyggnaden
Föregående kyrkobyggnad började uppföras 1898 efter ritningar av arkitekt Folke Zettervall och invigdes 1909.
Nuvarande kyrka uppfördes 1992-1993 efter att den tidigare drygt hundraåriga kyrkan brunnit ned natten till den 24 maj 1992. Kyrkan är byggd av trä och är nästan en exakt kopia av den föregående.
Kyrkobyggnaden består av ett rektangulärt långhus med smalare kor i öster och torn i väster. Två mindre korsarmar sträcker sig ut åt norr respektive söder.

## Inventarier
- Dopfunten av målad ek är tillverkad 1887 och fanns tidigare i Lima kyrka.
- Predikstolen med tresidig korg är från 1909 och ommålad 1960.
- Tre ljuskronor av mässing är införskaffade 1909 och 1910.

## Orgel
Nuvarande orgel med tio stämmor och två manualer är tillverkad av Ålems Orgelverkstad och installerad 1995.
| Man I. Huvudverk C-g3 | Man II.Svällverk C-g3 | Pedal C-f1           | Koppel |
| --------------------- | --------------------- | -------------------- | ------ |
| Principal 8'          | Rörflöjt 8'           | Subbas 16'           | II/I   |
| Gedackt 8' växelreg.  | Flöjt 4'              | Flöjt 8' växelreg.   | II/P   |
| Octava 4'             | Cornett III (från c0) | Trumpet 8' växelreg. | I/P    |
| Octava 2'             | Tremulant             |                      |        |
| Mixtur III            |                       |                      |        |
| Oboe/Trumpet 8'       |                       |                      |        |

## Kyrkklockor
Ursprungliga kyrkklockorna göts år 1900 och smälte delvis vid branden 1992. De båda klockorna är numera uppställda norr om kyrktornet. Nuvarande klockor, som göts 1993, har samma vikt och storlek som de ursprungliga.

### Internet
- Rörbäcksnäs By
- Ålems Orgelverkstad